# (15677) 1980 TZ5
A (15677) 1980 TZ5 a Naprendszer kisbolygóövében található aszteroida. A Bíbor-hegyi Obszervatórium fedezte fel 1980. október 14-én.